# American Lake

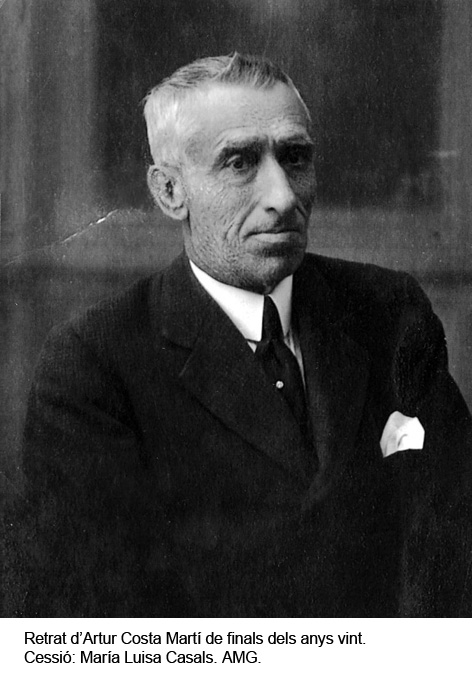
Artur Costa

L'American Lake fou un lloc d'esbarjo situat a Gavà, impulsat per Artur Costa i Martí (1868-1930) a principis del segle xx. Artur Costa fou un burgés barceloní pertanyent a una família que posseïa una important flota de vaixells amb la qual importaven carbó i que els generà molts ingressos.

## Orígens
L'any 1895, Artur Costa i Martí, un senyor adinerat resident a Barcelona, cerca un terreny de 8 o 9 mujades per construir-s'hi una torre senyorial. Després de buscar a Viladecans i no tenir sort, prova de cercar-lo a Gavà. És aquí on troba una gran extensió de terreny, pertanyent a tres propietaris diferents, que compleix amb les seves expectatives i fa els tràmits per adquirir-lo. Els propietaris es posen d'acord entre ells per vendre-li i es tanca el tracte. Posseïdor ja de la finca (1898), hi construeix la seva torre i anomena a aquesta nova propietat Villa Carmen. En un primer moment hi planta tarongers i plàtans i situa un llac al recinte, però poc després substitueix els arbres fruiters per jardins.
A l'última dècada del segle xix, Artur Costa va comprar als Vayreda la finca de La Boada, separada dels primers terrenys per un carrer (actual Carrer Castelldefels). A principis del segle xx, vora el 1917-1918, va voler convertir els seus terrenys en un parc d'esbargiment i va demanar a l'Ajuntament la cessió del carrer que separava ambdues propietats, per tal de disposar de més espai i afegir-hi diverses atraccions, però l'Ajuntament no va cedir-li.

## Ubicació
Els límits de la finca de l'American Lake eren: al nord, el carrer de Castelldefels; a l'est el carrer Fortià Casanovas; al sud la carretera de Barcelona Santa creu de Calafell i a l'oest la riera de les Parets. L'accés principal a la finca es feia per la carretera santa creu, seguint un passeig flanquejat per plàtans. L'entrada secundària era pel carrer de Castelldefels.

## Descripció del Parc
Només entrar al recinte per la carretera Santa Creu de Calafell, dos rètols indicaven el lloc d'aparcament dels cotxes, a ambdós costats. Més endins, a la banda dreta, s'ubicava la porteria i la taquilla. Com informa Manel Alonso, “per accedir-hi s'havia de pagar 50 cèntims. Un altre testimoni diu que costava una pesseta, un altre diu un ral. (...) Tan se val, el cas és que s'havia de pagar”. Els cotxes, per la seva banda, pagaven una pesseta per l'aparcament i el pupilatge.
A la part oest de la finca (entre la Riera de les Parets i la carretera de Calafell), hi havia l'hotel. El passeig per arribar a l'hotel era asfaltat i tenia estàtues a cada costat. Els interiors de l'hotel, com el dels altres edificis del parc, foren decorats per en Llorenç Bonmatí. Aquest hotel era freqüentat, només, pels forasters, principalment els barcelonins. Tal com diu Marian Colomé “...era en tot magnífic, molt bell el decorat dels seus menjadors que tenien l'aspecte de bon gust aristocràtic, amb el seu valuós paviment de fusta encerada (...) era també bo i bonic el moblatge, com també la vaixella, essent els plats i plateres de fina porcellana, i els vasos i copes de cristall... els coberts eren de metall sobreargentat”·

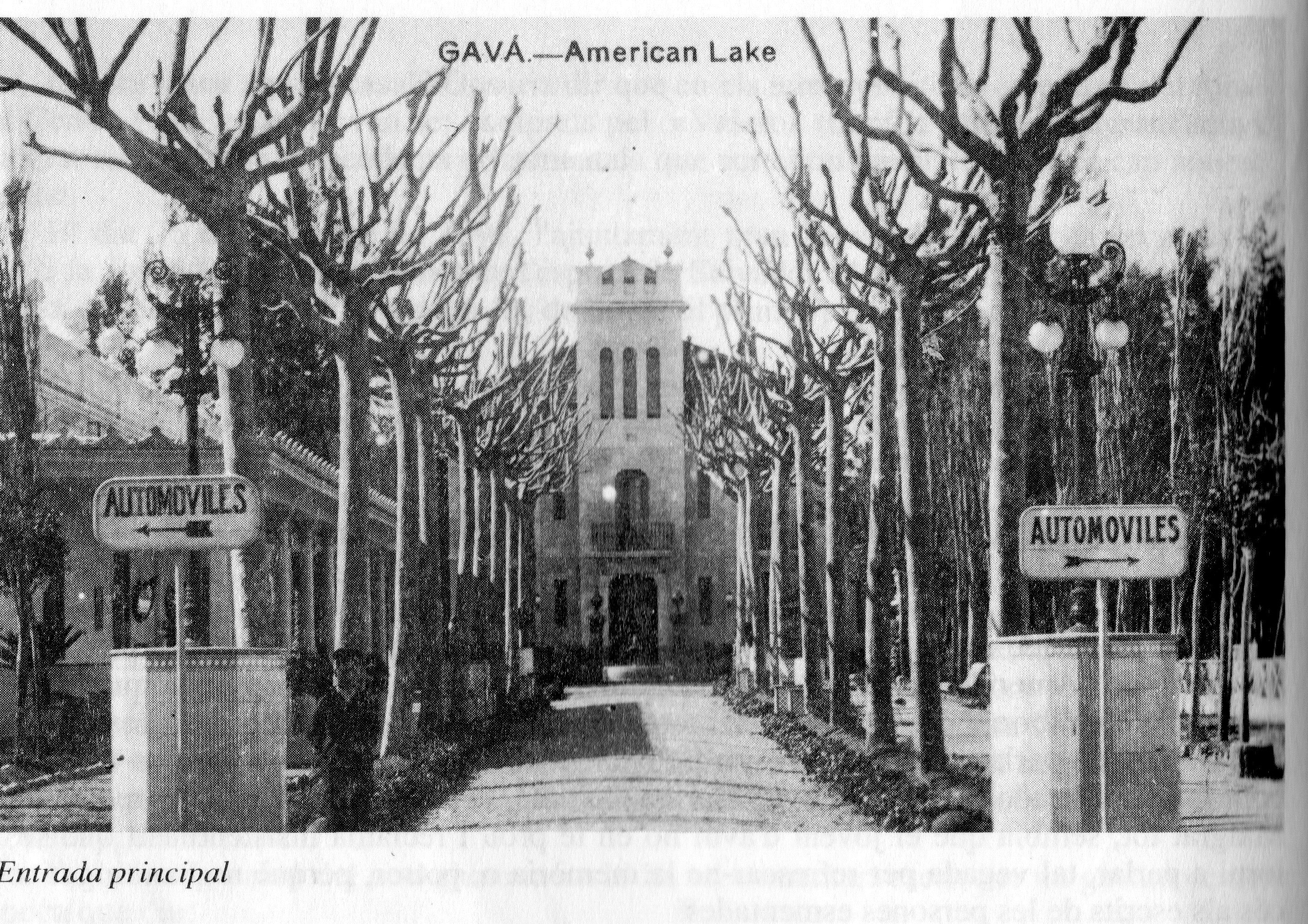

Al passeig de l'entrada principal, pujant a mà esquerra, hi havia el restaurant, econòmic i molt probablement per això, on hi concorria molta clientela: “l'edifici era de dues plantes; a la baixa hi havia el restaurant, i al pis un petit teatre on es representaven frívols espectacles....al seu costat hi havia un espaiós saló de ball emprat essencialment les nits del dia de festa, i durava fins a hores avançades de la nit”.

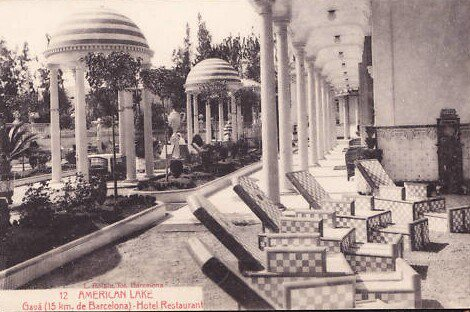
Templets de l'American Lake

Darrere el restaurant, el senyor Costa va fer construir tres templets que cridaven molt l'atenció, però que eren de poca utilitat “eren d'un refinat gust arquitectònic que donaven mostres de riquesa en aquell lloc s'hi acumulava, els quals fornien ombra a unes taules rodones (una per cada templet) amb les corresponents cadires al seu voltant”. Hi havia hamaques o gandules fetes d'obra i cobertes de mosaic, per poder-s'hi estirar i prendre el sol, si es volia. A continuació del restaurant hi havia una nau més gran, que servia d'embarcador, dotat de les sales adients i els estris necessaris.
A mà dreta del passeig, a poca distància de la torre, en Costa hi va fer construir un cafè rodejat de jardins, amb les seves quatre cares totes de cristall i que tenia una alçària de cinc metres. El paviment era de fusta i del sostre penjaven uns salomons de cristall. Prop del cafè hi havia una pista asfaltada on se celebrava ball a l'aire lliure.
L'atracció principal del parc era el llac. Ocupava gairebé una tercera part del recinte i rebia l'aigua de la mina de Can Tries. D'entre els visitants, uns es passejaven per l'ampla vorera alçada uns tres metres del nivell del sol, contemplant els que s'hi banyaven o llogant una barca per passejar-hi pel llac. Com diu en Manel Alonso “Tenia una zona de banys amb vestidors per als usuaris, per tal de canviar-se de roba. També hi havia un trampolí per a aquells que volguessin lluir les seves habilitats”.

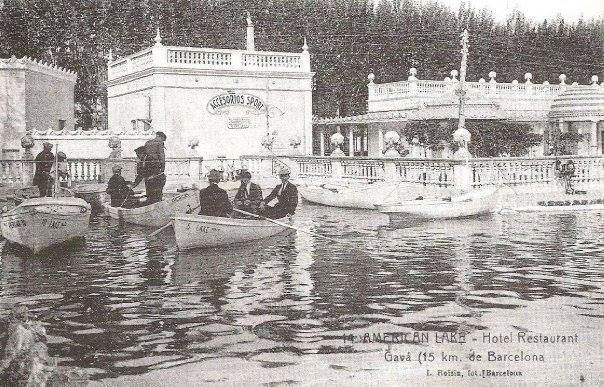
Llac de l'American Lake

El parc també disposava d'una pista de tennis perduda entre els pins i altra mena d'arbres, on es feien competicions entre els visitants, especialment aquells que habitualment ocupaven l'hotel. Més amunt de la pista hi havia una gàbia amb cérvols dins. Tal com ens relata l'Alfons Gibert, la visita a aquest petit zoo, era obligada, sobretot per als nens, cada cop que els seus pares els duien al parc.
Artur Costa i Martí va construir també una capella per oir missa, amb l'escultura d'un àngel de mida natural d'una persona al davant. Aquesta capella era situada a la part nord-est del parc. També hi havia una altra atracció: un petit ferrocarril que feia la volta al parc. Prop de la via del carrilet hi havia dues torres per passar-hi la nit. Una d'aquestes, la de més al nord, fou ocupada per la Mercè (1900-1923), filla d'Artur Costa amb una artista de varietés.
Cal dir, que l'Artur Costa jugava molt amb la llum, la va utilitzar per tot arreu. Això feia que la gent dels pobles que hi anava es quedés bocabadada, tenint en compte que malgrat haver-hi el llum elèctric, eren pocs els que l'usaven per tota la casa. El llum d'oli, el de petroli i el de carbur, encara s'empraven. En Costa tenia projectat construir una via per portar amb tramvia els hostes del parc, als Nous Rals, on volia construir un establiment de banys, però no va arribar a fer-se realitat.

## L'evolució de l'American Lake fins als nostres dies
Abans de la seva mort, en Costa ja havia venut gran part de les finques que posseïa, i li quedava només el parc i algun terreny de molt poca vàlua.
Tal com ens indica l'Alfons Gibert i Valentí, “La guerra civil del 1936 acabà totalment amb aquell petit imperi creat per en Costa, el qual durant els deu anys de més esplendor, fou considerat el millor parc de tot Catalunya”. La Generalitat de Catalunya mitjançant decret de 6 de desembre de 1936, creà l'exèrcit popular al nostre país amb la intenció de controlar el personal de les Milícies Antifeixistes i al mateix temps organitzar les forces militars del Principat. Hi havia dues acadèmies: la de Pins del Vallès (Sant Cugat) va ser de les més importants. Una d'aquestes acadèmies, més modesta, va ser la ubicada al parc de l'American Lake. Els alumnes s'hostatjaven en el que havia estat gran hotel del parc des del 1921, i les pràctiques militars les portaven a terme al turó del Calamot i en altres indrets de la rodalia. Només d'una cosa no podien fer ús els hostes, del llac. Va ser així perquè el Comissariat de Propaganda de la Generalitat, havia aconsellat buidar-lo perquè el reflex de les seves aigües, les nits de lluna, servia de punt de referència als avions que bombardejaven can Roca.
Després de la Guerra Civil, la torre i el Parc van passar a ser propietat de la Societat General d'aigües. L'any 1959, en el Ple Municipal de 28 de gener, es va aprovar la compra de la torre sempre que la Societat General d'Aigües facilités el pagament a terminis. En el Ple municipal del 25 de novembre del mateix any, es va acordar comprar la torre per a destinar-la a guarderia infantil, estafeta de Correus i serveis municipals diversos. En el Ple del 4 d'octubre de 1961, es va encarregar a l'arquitecte municipal el projecte per adequar la torre de l'American Lake en caserna de la Guàrdia Civil, de Correus i Dipòsit Municipal i presó preventiva.
Pel que fa al parc, en el Ple Municipal de 27 de desembre de 1963, se'n cedeix un tros a l'Ajuntament per fer-hi escoles. El projecte d'aquestes escoles s'aprova el mes de setembre de 1964. També se cedeixen terrenys al Consell Escolar Primari de la Caixa d'Estalvis Provincial de la Diputació de Barcelona en el ple Municipal de 22 de desembre de 1966. A l'octubre de 1973 es van iniciar les obres del Casal Sant Jordi, construït per la Caixa d'Estalvis, en aquell moment Caixa de Catalunya. També la Societat General Immobiliària de Barcelona, que pertanyia a la Companyia d'aigües, va demanar permís per urbanitzar l'American Lake.
Actualment, el que va ser un recinte d'esbarjo per a les classes benestants del moment, acull un gran nombre de cases de poca altura, el club de Jubilats Sant Jordi i la torre que va ser casa de la família Costa. En aquesta torre i des de l'any 1996 s'hi troba l'Escola de Dibuix i Pintura Francisco Valderrama, l'Escola de Música Alba Massana, així com una sala polivalent, a més d'una sala d'actes, on es representen obres teatrals i espectacles musicals.